# 李堅柔
李堅柔（1986年8月15日—），出生於中國吉林省吉林市，是短道速滑運動員。她於10歲時首次接觸這項運動。2008年，她入選國家隊，但因表現不穩而被退回省隊。2011年，她返回國家隊。同年，她先在世界大學生運動會的女子1500米得銅牌，其後再在世界杯中取得一金兩銅。翌年的全國冬季運動會中，她奪得兩金一銅，又在世界杯中得到一個接力冠軍和季軍。2012年上海世界短道速滑锦标赛中，李坚柔获得了1500m，接力以及个人全能三枚金牌。
2014年索契冬奥会前夕，中国短道速滑队绝对主力王濛意外受伤，原本主攻中长距离项目的李坚柔参加了冬奥会500m的比赛。半决赛李坚柔和其他两位中国队队员范可新刘秋宏同分在一组，结果两位队友均出现意外，无缘决赛。决赛中，李坚柔本处于较不利的位置，但跑在前面的三位选手均意外摔出赛道，使李坚柔意外摘得500m短道速滑的金牌，也是中国代表团在索契冬奥会中获得的首枚金牌。

## 資料來源
1. ↑  .   [2014-02-13]. （原始内容存档于2014-07-04）.
2. ↑  李坚柔拒绝活在周洋阴影下 直言世锦赛夺冠很意外 （页面存档备份，存于） 《金陵晚报》 2012 3 10
3. ↑  .   [2014-02-08]. （原始内容存档于2014-02-24）.